# A Parley with Angels
A Parley with Angels is een ep van de Schotse progressieve-rockzanger Fish. Hij wilde zijn muzikale carrière beëindigen met het album Weltschmerz waarvan de releasedatum steeds opschoof. In de tussentijd gaf Fish nummers uit om interesse te kweken voor het nieuwe album, waaronder in de vorm van deze ep die op 21 september 2018 verscheen.

## Ontvangst
Jez Denton van Tarka Blowpig Music noemde de ep "an awesome taster of what I'm sure is going to be one of my most eagerly awaited releases of 2019." Marcel Hartenberg van Written in Music deelde deze mening. Hij omschreef de ep als "een heerlijk vooruitzicht, een nieuwe langspeler van Derek William Dick." Stephane Mayere van Amarok Magazine merkte op dat Fish als soloartiest vooral goed werk uitbrengt wanneer hij zich omringt met goede muzikanten. Volgens hem beloofde de ep veel goeds voor Weltschmerz dat twee jaar later zou verschijnen.

## Nummers
De ep bestaat uit twee delen. Deel een bevat drie nummers van het album Weltschmerz. Deel twee bevat live-uitvoeringen van andere nummers.
| Nr. | Titel               | Duur  |
| --- | ------------------- | ----- |
| 1.  | Man with a Stick    | 6:30  |
| 2.  | Waverley Steps      | 13:39 |
| 3.  | Little Man What Now | 10:53 |

| Nr. | Titel         | Duur |
| --- | ------------- | ---- |
| 1.  | Circle Line   | 5:26 |
| 2.  | State of Mind | 7:11 |
| 3.  | Emperors Song | 6:10 |
| 4.  | Voyeur        | 4:46 |

## Personeel
- Fish (zang)
- Robin Boult (gitaar)
- Steve Vantsis (bas, gitaar)
- Foss Paterson (keyboard)
- Dave Stewart (drums)

- Doris Brendel (achtergrondzang)
- John Beck (keyboard)
- Gavin Griffiths (drums)
- Liam Bradley (percussie)

- Dave Jackson (saxofoon)
- Mikey Owers (trombone, trompet, bugel)
- Alina-Lin Merx-Jong (viool)
- Lara Meuleman (viool)
- Linda Custers (viola)
- Tanja Derwahl (cello)